# Международная коалиция за свободу вероисповедания
Международная коалиция за свободу вероисповедания (англ. International Coalition for Religious Freedom, ICRF) — это международная правозащитная организация, защищающая совести. Расположена в США. Основана Мун Сон Мёном в 1984 году. Ежемесячные отчеты Международной коалиции за свободу вероисповедания разбиты по региональным категориям и отражают степень свободы вероисповедания в тех или иных странах мира. Компания направляет отчеты о нарушениях свободы совести в Государственный департамент США, сотрудничает с ОБСЕ и с международными правозащитными организациями.

## Концепция
Международная коалиция за свободу вероисповедания — это некоммерческая, нерелигиозная, образовательная организация, занимающаяся защитой свободы вероисповедания всех людей, независимо от вероисповедания, пола или этнической принадлежности.

## Истония
В 1998 году провела правозащитную конференцию в Берлине. На программе выступила депутат Государственной думы Галина Старовойтова.
В 2002 году в ответ на действия Международной коалиции за свободу вероисповедания заместитель главы правительства Верхней Австрии публично заверил правозащитников в том, что (в одном конкретном случае) «признанные и непризнанные религии более не будут притеснять…, более того, непризнанные религии могут выложить информацию о себе в правительственной интрасети».
В 2004 году написала открытое послание Президенту Бушу в защиту ислама с требованием прекратить военные действия в Ираке и прекратить притеснения мусульман. В том же году Павел (Патриарх Сербский) принимал делегацию Международной коалиции за свободу вероисповедания для обсуждения ситуации в Косове.
В 2007 году Дэн Фефферман, исполнительный директор Международной коалиции за свободу вероисповедания, сказал, что «рад и в то же время грустно видеть снова видеть приверженцев Фалуньгун на митинге в этом году, поскольку это значит, что преследование продолжается уже на протяжении восьми лет, и все еще не закончилось».
В 2011 году Член Палаты представителей США Гас Билиракис выступил на конференции, организованной коалицией, порицая преследование меньшинств на религиозной почве, сказав, что «его собственная дочь стала жертвой религиозного преследования в Турции, будучи христианкой, и обещаю, что всегда буду поддерживать подобную правозащитную деятельность».

## Публикации
- Свобода вероисповедания и новое тысячелетие (англ. Freedom of Religion and the New Millenium). Международная коалиция за свободу вероисповедания. ISBN 9780970147004
- Свобода вероисповедания и Европейский суд по правам человека (англ. Religious Freedom and European Court of Human Rights)[13]
- Свобода вероисповедания и демократия как неотъемлемые права человека (англ. Religious Freedom and Democracy as Fundamental Human Rights)[14]

## Внешние ссылки
- Официальный сайт